# 萊諾拉 (堪薩斯州)
萊諾拉（英語：Lenora）是一個位於美國堪薩斯州諾頓縣的城市。

## 地方資料
根據2020年美國人口普查的數據，萊諾拉的面積為1.25平方千米，當中陸地面積為1.25平方千米，而水域面積為0.00平方千米。當地共有人口207人，而人口密度為每平方千米165.6人。